# Puchar Świata w skokach narciarskich 2000/2001
Puchar Świata w skokach narciarskich 2000/2001 – 22. edycja Pucharu Świata mężczyzn w skokach narciarskich, która rozpoczęła się 24 listopada 2000 na obiekcie Puijo w Kuopio, a zakończyła 18 marca 2001 na Velikance w Planicy.
Z różnych powodów nastąpiły zmiany w kalendarzu PŚ podczas trwania sezonu:
- Z powodu wysokich temperatur i braku śniegu odwołano obydwa konkursy na Lysgårdsbakken (K120) w Lillehammer, zaplanowane na 2–3 grudnia 2000. W zamian - w tym samym terminie - zorganizowano dwa dodatkowe konkursy w Kuopio.
- Z powodu wysokich temperatur i braku śniegu odwołano konkursy w Ramsau, Libercu oraz Engelbergu.
- Podczas konkursu w Kuopio (2 grudnia 2000), z powodu niekorzystnych warunków atmosferycznych, odbyła się tylko jedna seria.
- W Oslo, z powodu niekorzystnych warunków atmosferycznych, odbyła się tylko jedna seria.
- Podczas drugiego konkursu w Planicy, z powodu niekorzystnych warunków atmosferycznych, odbyła się tylko jedna seria.

Zdobywcą Kryształowej Kuli został - po raz pierwszy w karierze - Adam Małysz, który wygrał najwięcej konkursów w sezonie – 11.
27 stycznia 2001 na Ōkurayamie w Sapporo rozegrano jubileuszowy - 500. - konkurs indywidualny w ramach Pucharu Świata.

## Kalendarz i wyniki
| Lp.                                                                            | Data              | Miejscowość   | Skocznia                 | K    | Uwagi        | 1. miejsce                                                                                    | 2. miejsce                                                                                    | 3. miejsce                                                                                    |
| ------------------------------------------------------------------------------ | ----------------- | ------------- | ------------------------ | ---- | ------------ | --------------------------------------------------------------------------------------------- | --------------------------------------------------------------------------------------------- | --------------------------------------------------------------------------------------------- |
| 1.                                                                             | 24 listopada 2000 | Kuopio        | Puijo                    | K120 | nocny        | Martin Schmitt                                                                                | Sven Hannawald                                                                                | Andreas Widhölzl                                                                              |
| 2.                                                                             | 25 listopada 2000 | Kuopio        | Puijo                    | K120 | nocny, druż. | Norwegia 1. Roar Ljøkelsøy · 2. Olav Magne Dønnem · 3. Lasse Ottesen · 4. Tommy Ingebrigtsen  | Austria 1. Wolfgang Loitzl · 2. Martin Koch · 3. Stefan Horngacher · 4. Andreas Widhölzl      | Finlandia 1. Matti Hautamäki · 2. Ville Kantee · 3. Jani Soininen · 4. Janne Ahonen           |
| 3.                                                                             | 2 grudnia 2000    | Kuopio        | Puijo                    | K120 | nocny        | Matti Hautamäki                                                                               | Noriaki Kasai                                                                                 | Michael Uhrmann                                                                               |
| 4.                                                                             | 3 grudnia 2000    | Kuopio        | Puijo                    | K120 | nocny        | Martin Schmitt                                                                                | Janne Ahonen                                                                                  | Ville Kantee                                                                                  |
|                                                                                | 8 grudnia 2000    | Ramsau        | Mattensprunganlage       | K90  | [ 3 ]        | odwołany                                                                                      | odwołany                                                                                      | odwołany                                                                                      |
|                                                                                | 9 grudnia 2000    | Liberec       | Ještěd                   | K120 | [ 3 ]        | odwołany                                                                                      | odwołany                                                                                      | odwołany                                                                                      |
|                                                                                | 10 grudnia 2000   | Liberec       | Ještěd                   | K120 | [ 3 ]        | odwołany                                                                                      | odwołany                                                                                      | odwołany                                                                                      |
|                                                                                | 16 grudnia 2000   | Engelberg     | Gross-Titlis-Schanze     | K120 | [ 3 ]        | odwołany                                                                                      | odwołany                                                                                      | odwołany                                                                                      |
|                                                                                | 17 grudnia 2000   | Engelberg     | Gross-Titlis-Schanze     | K120 | [ 3 ]        | odwołany                                                                                      | odwołany                                                                                      | odwołany                                                                                      |
| 5.                                                                             | 29 grudnia 2000   | Oberstdorf    | Schattenbergschanze      | K115 | TCS          | Martin Schmitt                                                                                | Noriaki Kasai                                                                                 | Masahiko Harada                                                                               |
| 6.                                                                             | 1 stycznia 2001   | Ga-Pa         | Große Olympiaschanze     | K115 | TCS          | Noriaki Kasai                                                                                 | Dmitrij Wasiljew                                                                              | Adam Małysz                                                                                   |
| 7.                                                                             | 4 stycznia 2001   | Innsbruck     | Bergisel                 | K108 | TCS          | Adam Małysz                                                                                   | Janne Ahonen                                                                                  | Noriaki Kasai                                                                                 |
| 8.                                                                             | 6 stycznia 2001   | Bischofshofen | im. Paula Ausserleitnera | K120 | TCS          | Adam Małysz                                                                                   | Janne Ahonen                                                                                  | Andreas Widhölzl                                                                              |
| 9.                                                                             | 13 stycznia 2001  | Harrachov     | Čertak                   | K185 | loty         | Adam Małysz                                                                                   | Martin Schmitt                                                                                | Risto Jussilainen                                                                             |
| 10.                                                                            | 14 stycznia 2001  | Harrachov     | Čertak                   | K185 | loty         | Adam Małysz                                                                                   | Janne Ahonen                                                                                  | Martin Schmitt                                                                                |
| 11.                                                                            | 19 stycznia 2001  | Park City     | Utah Olympic Park        | K120 | druż.        | Japonia 1. Kazuyoshi Funaki · 2. Kazuya Yoshioka · 3. Masahiko Harada · 4. Noriaki Kasai      | Finlandia 1. Jani Soininen · 2. Jussi Hautamäki · 3. Risto Jussilainen · 4. Janne Ahonen      | Austria 1. Wolfgang Loitzl · 2. Andreas Widhölzl · 3. Martin Höllwarth · 4. Stefan Horngacher |
| 12.                                                                            | 20 stycznia 2001  | Park City     | Utah Olympic Park        | K120 | -            | Adam Małysz                                                                                   | Wolfgang Loitzl                                                                               | Kazuya Yoshioka                                                                               |
| 13.                                                                            | 24 stycznia 2001  | Hakuba        | Olimpijska               | K120 | nocny        | Martin Schmitt                                                                                | Risto Jussilainen                                                                             | Andreas Widhölzl                                                                              |
| 14.                                                                            | 27 stycznia 2001  | Sapporo       | Ōkurayama                | K120 | -            | Adam Małysz                                                                                   | Wolfgang Loitzl                                                                               | Jussi Hautamäki                                                                               |
| 15.                                                                            | 28 stycznia 2001  | Sapporo       | Ōkurayama                | K120 | -            | Adam Małysz                                                                                   | Risto Jussilainen                                                                             | Jani Soininen                                                                                 |
| 16.                                                                            | 2 lutego 2001     | Willingen     | Mühlenkopfschanze        | K120 | druż.        | Finlandia 1. Ville Kantee · 2. Jussi Hautamäki · 3. Jani Soininen · 4. Risto Jussilainen      | Austria 1. Martin Höllwarth · 2. Stefan Horngacher · 3. Wolfgang Loitzl · 4. Andreas Widhölzl | Japonia 1. Kazuyoshi Funaki · 2. Kazuya Yoshioka · 3. Hideharu Miyahira · 4. Noriaki Kasai    |
| 17.                                                                            | 3 lutego 2001     | Willingen     | Mühlenkopfschanze        | K120 | -            | Ville Kantee                                                                                  | Adam Małysz                                                                                   | Risto Jussilainen                                                                             |
| 18.                                                                            | 4 lutego 2001     | Willingen     | Mühlenkopfschanze        | K120 | -            | Adam Małysz                                                                                   | Risto Jussilainen                                                                             | Matti Hautamäki                                                                               |
|                                                                                |                   |               |                          |      |              |                                                                                               |                                                                                               |                                                                                               |
| Mistrzostwa Świata w Narciarstwie Klasycznym 2001 • Lahti, 15 – 25 lutego 2001 |                   |               |                          |      |              |                                                                                               |                                                                                               |                                                                                               |
|                                                                                |                   |               |                          |      |              |                                                                                               |                                                                                               |                                                                                               |
| 19.                                                                            | 3 marca 2001      | Oberstdorf    | im. Heiniego Klopfera    | K185 | loty         | Risto Jussilainen                                                                             | Veli-Matti Lindström                                                                          | Matti Hautamäki                                                                               |
| 20.                                                                            | 4 marca 2001      | Oberstdorf    | im. Heiniego Klopfera    | K185 | loty         | Martin Schmitt                                                                                | Adam Małysz                                                                                   | Risto Jussilainen                                                                             |
| 21.                                                                            | 7 marca 2001      | Falun         | Lugnet                   | K115 | TN, nocny    | Adam Małysz                                                                                   | Martin Schmitt                                                                                | Wolfgang Loitzl                                                                               |
| 22.                                                                            | 9 marca 2001      | Trondheim     | Granåsen                 | K120 | TN, nocny    | Adam Małysz                                                                                   | Andreas Goldberger                                                                            | Igor Medved                                                                                   |
| 23.                                                                            | 11 marca 2001     | Oslo          | Holmenkollbakken         | K115 | TN           | Adam Małysz                                                                                   | Stefan Horngacher                                                                             | Martin Schmitt                                                                                |
| 24.                                                                            | 17 marca 2001     | Planica       | Velikanka                | K185 | loty, druż.  | Finlandia 1. Risto Jussilainen · 2. Jussi Hautamäki · 3. Tami Kiuru · 4. Veli-Matti Lindström | Austria 1. Wolfgang Loitzl · 2. Andreas Goldberger · 3. Martin Koch · 4. Stefan Horngacher    | Japonia 1. Hideharu Miyahira · 2. Kazuya Yoshioka · 3. Masahiko Harada · 4. Noriaki Kasai     |
| 25.                                                                            | 18 marca 2001     | Planica       | Velikanka                | K185 | loty         | Martin Schmitt                                                                                | Risto Jussilainen                                                                             | Tommy Ingebrigtsen                                                                            |

### Wyniki konkursów drużynowych na Mistrzostwach Świata (zaliczane do klasyfikacji Pucharu Narodów)
| Lp. | Data           | Miejscowość | Skocznia     | K    | Uwagi        | 1. miejsce                                                                                      | 2. miejsce                                                                              | 3. miejsce                                                                                      |
| --- | -------------- | ----------- | ------------ | ---- | ------------ | ----------------------------------------------------------------------------------------------- | --------------------------------------------------------------------------------------- | ----------------------------------------------------------------------------------------------- |
| MŚ  | 24 lutego 2001 | Lahti       | Salpausselkä | K116 | nocny, druż. | Niemcy 1. Sven Hannawald · 2. Michael Uhrmann · 3. Alexander Herr · 4. Martin Schmitt           | Finlandia 1. Risto Jussilainen · 2. Jani Soininen · 3. Ville Kantee · 4. Janne Ahonen   | Austria 1. Andreas Goldberger · 2. Wolfgang Loitzl · 3. Martin Höllwarth · 4. Stefan Horngacher |
| MŚ  | 25 lutego 2001 | Lahti       | Salpausselkä | K90  | nocny, druż. | Austria 1. Andreas Goldberger · 2. Wolfgang Loitzl · 3. Martin Höllwarth · 4. Stefan Horngacher | Finlandia 1. Matti Hautamäki · 2. Risto Jussilainen · 3. Ville Kantee · 4. Janne Ahonen | Niemcy 1. Sven Hannawald · 2. Michael Uhrmann · 3. Alexander Herr · 4. Martin Schmitt           |

## Skocznie
| OberstdorfGa-PaInnsbruckBischofshofen Miejsca zawodów Turnieju Czterech Skoczni | KuopioHarrachovWillingenOberstdorfFalunTrondheimOsloPlanica Pozostałe miejsca zawodów w Europie |

| HakubaSapporo Miejsca zawodów w Japonii | Park City Miejsca zawodów w Stanach Zjednoczonych |

W tabeli podano rekordy skoczni obowiązujące przed rozpoczęciem Pucharu Świata 2000/2001 lub ustanowione bądź wyrównane w trakcie jego trwania (wyróżnione wytłuszczeniem).
| Zdjęcie        | Nazwa skoczni                | Miejscowość            | K    | Rekord skoczni | Rekord skoczni     | Rekord skoczni |
| Zdjęcie        | Nazwa skoczni                | Miejscowość            | K    | Odległość      | Rekordzista        | Data           |
| -------------- | ---------------------------- | ---------------------- | ---- | -------------- | ------------------ | -------------- |
|                | Puijo                        | Kuopio                 | K120 | 135,5 m        | Masahiko Harada    | 04.03.1998     |
|                | Schattenbergschanze          | Oberstdorf             | K115 | 133,0 m        | Martin Schmitt     | 29.12.2000     |
|                | Große Olympiaschanze         | Garmisch-Partenkirchen | K115 | 129,5 m        | Adam Małysz        | 01.01.2001     |
|                | Bergisel                     | Innsbruck              | K108 | 120,5 m        | Adam Małysz        | 03.01.2001     |
|                | Paul-Ausserleitner-Schanze   | Bischofshofen          | K120 | 137,0 m        | Sven Hannawald     | 23.02.1999     |
|                | Čerťák                       | Harrachov              | K185 | 212,5 m        | Risto Jussilainen  | 14.01.2001     |
|                | Utah Olympic Park            | Park City              | K120 | 134,0 m        | Wolfgang Loitzl    | 20.01.2001     |
|                | Olimpijska                   | Hakuba                 | K120 | 137,0 m        | Masahiko Harada    | 17.02.1998     |
| Takanobu Okabe | Olimpijska                   | Hakuba                 | K120 | 137,0 m        |                    | 17.02.1998     |
|                | Ōkurayama                    | Sapporo                | K120 | 139,0 m        | Martin Schmitt     | 24.01.1999     |
|                | Mühlenkopfschanze            | Willingen              | K120 | 151,5 m        | Adam Małysz        | 03.02.2001     |
|                | Heini-Klopfer-Skiflugschanze | Oberstdorf             | K185 | 216,0 m        | Andreas Widhölzl   | 01.03.2001     |
|                | Lugnet                       | Falun                  | K115 | 128,0 m        | Primož Peterka     | 11.03.1998     |
|                | Granåsen                     | Trondheim              | K120 | 138,5 m        | Adam Małysz        | 09.03.2001     |
|                | Holmenkollbakken             | Oslo                   | K115 | 132,5 m        | Sven Hannawald     | 12.03.2000     |
|                | Velikanka                    | Planica                | K185 | 225,0 m        | Andreas Goldberger | 18.03.2000     |

## Statystyki indywidualne
| Andreas Baumgartner | –   | –  | –   | –  | –  | q   | 29  | –   | –  | –   | –   | –   | –   | –  | –  | –   | –  | –  | –   | –   | –  |
| Karl-Heinz Dorner | –   | –  | –   | –  | –  | –   | –   | –   | –  | –   | –   | –   | –   | –  | –  | –   | –  | –  | –   | –   | 44 |
| Wilfried Eberharter | –   | –  | –   | –  | –  | q   | q   | 34  | 34 | –   | –   | –   | –   | –  | –  | –   | –  | –  | –   | –   | q  |
| Wolfgang Erlacher | –   | –  | –   | –  | –  | –   | q   | –   | –  | –   | –   | –   | –   | –  | –  | –   | –  | –  | –   | –   | –  |
| Manuel Fettner | –   | –  | –   | –  | –  | 44  | 5   | –   | –  | –   | –   | –   | –   | –  | –  | –   | –  | –  | –   | –   | –  |
| Andreas Goldberger | 27  | 22 | 20  | 20 | 23 | 28  | dns | 17  | 18 | –   | –   | 27  | 47  | 42 | 15 | 9   | 5  | 6  | 2   | 4   | 7  |
| Mathias Hafele | –   | –  | –   | –  | –  | q   | q   | –   | –  | –   | –   | –   | –   | –  | –  | –   | –  | –  | –   | –   | –  |
| Martin Höllwarth | 33  | 14 | 10  | 15 | 21 | 16  | 10  | 10  | 8  | 15  | 10  | 12  | 6   | 10 | 16 | 7   | 22 | 48 | 33  | 16  | –  |
| Thomas Hörl | –   | –  | –   | –  | –  | q   | q   | 43  | 43 | –   | –   | –   | –   | –  | –  | –   | –  | –  | –   | –   | q  |
| Gerhard Hofer | –   | –  | –   | –  | –  | –   | q   | –   | –  | –   | –   | –   | –   | –  | –  | –   | –  | –  | –   | –   | –  |
| Stefan Horngacher | 31  | 10 | 24  | 6  | 9  | 12  | 6   | –   | –  | 19  | 9   | 7   | 9   | 12 | 9  | 6   | 7  | 5  | 14  | 2   | 10 |
| Stefan Kaiser | –   | –  | –   | 7  | q  | 32  | 303 | –   | –  | –   | –   | –   | –   | –  | –  | –   | –  | 9  | 29  | 23  | –  |
| Werner Kladler | –   | –  | –   | –  | –  | q   | –   | –   | –  | –   | –   | –   | –   | –  | –  | –   | –  | –  | –   | –   | –  |
| Martin Koch | 13  | 11 | 42  | 34 | 25 | 40  | 47  | –   | –  | 35  | 25  | 26  | q   | –  | –  | 40  | 39 | 55 | 15  | 37  | 8  |
| Wolfgang Loitzl | 12  | 8  | 6   | 14 | 10 | 15  | 19  | –   | –  | 2   | 11  | 2   | 16  | 5  | 7  | 12  | 12 | 3  | 23  | 6   | 15 |
| Bernhard Metzler | q   | q  | 71  | –  | –  | 26  | q   | 38  | 39 | –   | –   | –   | –   | q  | q  | 36  | 32 | –  | –   | –   | –  |
| Christian Nagiller | –   | –  | –   | –  | –  | q   | –   | –   | –  | –   | –   | –   | –   | –  | –  | –   | –  | –  | –   | –   | –  |
| Balthasar Schneider | –   | –  | –   | –  | –  | q1  | –   | –   | –  | –   | –   | –   | –   | –  | –  | –   | –  | –  | –   | –   | –  |
| Reinhard Schwarzenberger | 49  | 36 | 56  | q  | 31 | 18  | 31  | –   | –  | 6   | 27  | 42  | 17  | 43 | 22 | 26  | 18 | 12 | 48  | q   | –  |
| Stefan Thurnbichler | –   | –  | –   | –  | –  | q   | q   | –   | –  | –   | –   | –   | –   | –  | –  | –   | –  | –  | –   | –   | –  |
| Johannes Wenninger | –   | –  | –   | –  | –  | –   | 42  | –   | –  | –   | –   | –   | –   | –  | –  | –   | –  | –  | –   | –   | –  |
| Andreas Widhölzl | 3   | 12 | 29  | 50 | 17 | 14  | 3   | –   | –  | 9   | 3   | 4   | 12  | 49 | 14 | 8   | 49 | 30 | 46  | –   | –  |
| Czechy |     |    |     |    |    |     |     |     |    |     |     |     |     |    |    |     |    |    |     |     |    |
| Michal Doležal | 47  | q  | 59  | 38 | q  | q   | q1  | 41  | 37 | –   | –   | –   | –   | 30 | 31 | –   | –  | –  | –   | –   | –  |
| Jakub Hlava | q   | q  | 46  | q  | q  | –   | –   | 26  | 29 | –   | –   | –   | –   | 18 | 45 | q   | 44 | –  | –   | –   | q  |
| Roman Jaluvka | –   | –  | –   | –  | –  | –   | –   | 46  | 48 | –   | –   | –   | –   | –  | –  | –   | –  | –  | –   | –   | –  |
| Jakub Janda | 38  | 45 | 54  | –  | –  | 48  | q   | 31  | 40 | –   | –   | –   | –   | 13 | 23 | 29  | 28 | 33 | 7   | 11  | 13 |
| David Jirotka | –   | –  | –   | –  | –  | –   | –   | 48  | 44 | –   | –   | –   | –   | –  | –  | –   | –  | –  | –   | –   | –  |
| Jakub Jiroutek | q   | 32 | 47  | q  | q  | q   | q1  | 39  | 45 | –   | –   | –   | –   | –  | –  | –   | –  | –  | –   | –   | q  |
| Jiří Parma | –   | –  | –   | –  | –  | –   | –   | 49  | 50 | –   | –   | –   | –   | –  | –  | –   | –  | –  | –   | –   | –  |
| Jaroslav Sakala | –   | –  | –   | –  | –  | –   | –   | 23  | 30 | –   | –   | –   | –   | 21 | 35 | 31  | q  | –  | –   | –   | 46 |
| Borek Sedlák | –   | –  | –   | –  | –  | –   | –   | 50  | 46 | –   | –   | –   | –   | –  | –  | –   | –  | –  | –   | –   | –  |
| Jakub Sucháček | –   | –  | –   | –  | –  | –   | –   | 37  | 41 | 49  | –   | –   | –   | –  | –  | –   | –  | –  | –   | –   | –  |
| Pavel Štejfa | –   | –  | –   | –  | –  | –   | –   | 45  | 49 | –   | –   | –   | –   | –  | –  | –   | –  | –  | –   | –   | –  |
| František Vaculík | –   | –  | –   | –  | –  | –   | –   | dns | –  | –   | –   | –   | –   | –  | –  | –   | –  | –  | –   | –   | –  |
| Estonia |     |    |     |    |    |     |     |     |    |     |     |     |     |    |    |     |    |    |     |     |    |
| Jaan Jüris | –   | –  | –   | q  | q  | –   | –   | –   | –  | –   | –   | –   | –   | –  | –  | –   | –  | –  | –   | –   | –  |
| Finlandia |     |    |     |    |    |     |     |     |    |     |     |     |     |    |    |     |    |    |     |     |    |
| Janne Ahonen | 17  | 4  | 2   | 9  | 4  | 2   | 2   | 5   | 2  | 5   | 6   | 9   | 10  | –  | –  | 10  | 46 | 19 | dns | dns | –  |
| Pasi Ahonen | q   | –  | 32  | –  | –  | –   | –   | –   | –  | –   | –   | –   | –   | –  | –  | –   | –  | –  | –   | –   | –  |
| Lauri Hakola | q   | –  | 21  | –  | –  | –   | –   | –   | –  | –   | –   | –   | –   | –  | –  | –   | –  | –  | –   | –   | –  |
| Jussi Hautamäki | 25  | 15 | 23  | 32 | q  | 33  | 16  | –   | –  | 40  | 5   | 3   | 8   | 8  | 11 | 15  | 17 | 39 | 40  | 5   | 17 |
| Matti Hautamäki | 4   | 1  | 7   | 11 | 11 | 9   | 7   | 6   | 7  | –   | –   | –   | –   | 9  | 3  | 3   | 4  | 11 | 17  | 7   |    |
| Lassi Huuskonen | 15  | –  | 66  | –  | –  | –   | –   | –   | –  | –   | –   | –   | –   | –  | –  | –   | –  | –  | –   | –   | –  |
| Risto Jussilainen | 24  | 47 | 5   | 27 | 7  | 11  | 11  | 3   | 5  | 41  | 2   | 5   | 2   | 3  | 2  | 1   | 3  | 4  | 9   | 9   | 2  |
| Ville Kantee | 10  | 24 | 3   | 22 | 16 | 24  | 17  | –   | –  | –   | –   | –   | –   | 1  | 9  | 20  | 26 | 52 | 43  | –   | –  |
| Tami Kiuru | q   | –  | 33  | –  | –  | –   | –   | –   | –  | –   | –   | –   | –   | –  | –  | 17  | 9  | 20 | q   | q   | 5  |
| Akseli Lajunen | q   | –  | 49  | –  | –  | –   | –   | –   | –  | –   | –   | –   | –   | –  | –  | –   | –  | –  | –   | –   | –  |
| Veli-Matti Lindström | 6   | 35 | 36  | 21 | 24 | q   | 8   | –   | –  | –   | –   | –   | –   | –  | –  | 2   | 8  | 17 | 6   | 12  | 31 |
| Toni Nieminen | 20  | 9  | 35  | 31 | 6  | 19  | 15  | 17  | 25 | 11  | 14  | 303 | 13  | 34 | 24 | –   | –  | –  | –   | 8   | 38 |
| Teemu Pääkkönen | q2  | –  | 55  | –  | –  | –   | –   | –   | –  | –   | –   | –   | –   | –  | –  | –   | –  | –  | –   | –   | –  |
| Pekka Salminen | 303 | –  | 30  | –  | –  | –   | –   | –   | –  | –   | –   | –   | –   | –  | –  | –   | –  | –  | –   | –   | –  |
| Jani Soininen | 11  | 38 | 15  | 13 | 39 | 6   | 9   | 12  | 13 | 13  | 15  | 6   | 3   | 15 | 12 | 11  | 21 | 32 | dns | 16  | 34 |
| Janne Väätäinen | q2  | –  | 39  | –  | –  | –   | –   | –   | –  | –   | –   | –   | –   | –  | –  | –   | –  | –  | –   | –   | –  |
| Janne Ylijärvi | 42  | –  | 43  | –  | –  | –   | –   | –   | –  | –   | –   | –   | –   | –  | –  | –   | –  | –  | –   | –   | –  |
| Kimmo Yliriesto | q2  | –  | 43  | –  | –  | –   | –   | –   | –  | –   | –   | –   | –   | –  | –  | –   | –  | –  | –   | –   | –  |
| Francja |     |    |     |    |    |     |     |     |    |     |     |     |     |    |    |     |    |    |     |     |    |
| Emmanuel Chedal | –   | –  | –   | q  | q  | q1  | 41  | –   | –  | –   | –   | –   | –   | –  | –  | –   | –  | 57 | q   | q   | –  |
| Nicolas Dessum | 29  | 27 | 73  | 34 | 28 | 42  | q   | 30  | 28 | –   | –   | –   | –   | 22 | 36 | q   | 24 | 13 | q   | 27  | 16 |
| Florentin Durand | –   | –  | –   | –  | –  | –   | –   | –   | –  | –   | –   | –   | –   | –  | –  | –   | –  | –  | –   | –   | q  |
| Rémi Santiago | q   | q  | 67  | q  | q  | q1  | q   | 39  | 38 | –   | 44  | q   | 45  | q  | 47 | q   | q  | –  | –   | –   | q  |
| Holandia |     |    |     |    |    |     |     |     |    |     |     |     |     |    |    |     |    |    |     |     |    |
| Niels de Groot | –   | q  | 70  | q  | q  | –   | –   | –   | –  | –   | –   | q   | q   | q  | q  | –   | –  | –  | –   | –   | –  |
| Ingemar Mayr | –   | –  | –   | –  | –  | 38  | q   | –   | –  | –   | –   | –   | –   | –  | –  | –   | –  | –  | –   | q   | –  |
| Jeroen Nikkel | –   | –  | –   | –  | 46 | q   | q   | –   | –  | 45  | –   | –   | –   | q  | q  | –   | –  | –  | –   | –   | –  |
| Boy van Baarle | –   | –  | –   | –  | –  | –   | –   | –   | –  | –   | –   | –   | –   | –  | –  | –   | –  | –  | –   | q1  |    |
| Japonia |     |    |     |    |    |     |     |     |    |     |     |     |     |    |    |     |    |    |     |     |    |
| Katsutoshi Chiba | –   | –  | –   | –  | –  | –   | –   | –   | –  | –   | –   | q   | q   | –  | –  | –   | –  | –  | –   | –   | –  |
| Yukitaka Fukita | 21  | q  | 72  | –  | –  | –   | –   | –   | –  | –   | –   | 33  | 33  | –  | –  | –   | –  | –  | –   | –   | –  |
| Kazuyoshi Funaki | 19  | 49 | 34  | q  | q  | 37  | 12  | 25  | 20 | 4   | 12  | 24  | 24  | 24 | 32 | q   | q1 | –  | –   | –   | 37 |
| Masahiko Harada | 34  | 28 | 13  | 3  | 12 | 303 | q1  | –   | –  | 29  | 24  | 16  | 18  | 37 | 27 | –   | –  | –  | –   | 14  | 29 |
| Noriaki Kasai | 48  | 2  | 18  | 2  | 1  | 3   | 44  | 7   | 11 | 18  | 4   | 10  | 4   | 7  | 4  | 18  | 6  | 8  | 44  | 19  | 18 |
| Yuta Kubo | –   | –  | –   | –  | –  | –   | –   | –   | –  | –   | –   | q   | q   | –  | –  | –   | –  | –  | –   | –   | –  |
| Hideharu Miyahira | 43  | q  | 44  | 19 | 30 | 22  | q   | –   | –  | 7   | 17  | 13  | 7   | 4  | 5  | 30  | 10 | 54 | 27  | 10  | 12 |
| Kazuhiro Nakamura | –   | –  | –   | 45 | 38 | 41  | q   | 19  | 24 | 36  | 41  | 32  | 42  | 34 | 42 | 28  | 15 | 15 | 8   | 33  | 26 |
| Jin’ya Nishikata | –   | 48 | 78  | –  | –  | –   | –   | –   | –  | –   | –   | q   | 41  | –  | –  | –   | –  | –  | –   | –   | –  |
| Kazuki Nishishita | q   | –  | –   | –  | –  | –   | –   | –   | –  | –   | –   | q   | 40  | –  | –  | –   | –  | –  | –   | –   | –  |
| Takanobu Okabe | 14  | 23 | 27  | q  | q  | q   | 35  | –   | –  | 29  | 37  | 18  | 22  | 46 | 37 | q   | q1 | –  | –   | –   | –  |
| Sōta Okamura | –   | –  | –   | –  | –  | –   | –   | –   | –  | –   | –   | 40  | 19  | –  | –  | q   | 34 | 31 | 31  | –   | –  |
| Yukio Sakano | –   | –  | –   | –  | –  | –   | –   | –   | –  | –   | –   | 36  | 34  | –  | –  | –   | –  | –  | –   | –   | –  |
| Masayuki Satō | –   | –  | –   | –  | –  | –   | –   | –   | –  | –   | –   | 35  | 37  | –  | –  | –   | –  | –  | –   | –   | –  |
| Yūta Watase | –   | –  | –   | q2 | 50 | 35  | 34  | –   | –  | 8   | 45  | 45  | q   | 29 | q  | 46  | 30 | 46 | q   | 47  | 50 |
| Yuki Yasukawa | –   | –  | –   | –  | –  | –   | –   | –   | –  | –   | –   | q   | q2  | –  | –  | –   | –  | –  | –   | –   | –  |
| Naoki Yasuzaki | –   | –  | –   | –  | –  | –   | –   | –   | –  | –   | –   | 47  | 38  | –  | –  | –   | –  | –  | –   | –   | –  |
| Kazuya Yoshioka | 9   | 40 | 68  | q  | q  | q   | 40  | 32  | 16 | 3   | 13  | 19  | 29  | 6  | 18 | 25  | 36 | 22 | 16  | 15  | 43 |
| Kazachstan |     |    |     |    |    |     |     |     |    |     |     |     |     |    |    |     |    |    |     |     |    |
| Stanisław Filimonow | q   | q  | dns | q  | q  | q   | q   | –   | –  | –   | 48  | q   | 46  | q  | 49 | –   | –  | –  | –   | –   | –  |
| Pawieł Gajduk | q   | q  | dns | q  | q  | q   | q   | –   | –  | –   | –   | –   | –   | –  | –  | –   | –  | –  | –   | –   | –  |
| Maksim Połunin | q   | q1 | 62  | –  | –  | –   | –   | –   | –  | –   | –   | –   | –   | –  | –  | –   | –  | –  | –   | –   | –  |
| Kirgistan |     |    |     |    |    |     |     |     |    |     |     |     |     |    |    |     |    |    |     |     |    |
| Dmitrij Czwykow | –   | –  | –   | q  | 41 | q   | q   | –   | –  | –   | –   | –   | –   | –  | –  | –   | –  | –  | –   | –   | –  |
| Korea Południowa |     |    |     |    |    |     |     |     |    |     |     |     |     |    |    |     |    |    |     |     |    |
| Choi Heung-chul | –   | –  | –   | q  | 33 | q   | q   | –   | –  | 52  | 28  | 43  | q   | q  | q  | –   | –  | –  | q   | 46  | 45 |
| Choi Yong-jik | –   | 44 | 77  | q  | q  | –   | –   | –   | –  | –   | 48  | q   | q   | q1 | q1 | –   | –  | –  | –   | –   | –  |
| Kang Chil-ku | –   | –  | –   | –  | –  | –   | q1  | –   | –  | –   | –   | –   | –   | –  | –  | –   | –  | –  | –   | –   | –  |
| Kim Hyun-ki | –   | q  | 69  | q  | q  | –   | –   | –   | –  | –   | –   | –   | –   | –  | –  | –   | –  | –  | –   | –   | –  |
| Niemcy |     |    |     |    |    |     |     |     |    |     |     |     |     |    |    |     |    |    |     |     |    |
| Roland Audenrieth | q   | 29 | 58  | q  | 20 | q   | 28  | 27  | 26 | 46  | 39  | 44  | 25  | –  | –  | q   | 48 | –  | –   | –   | 42 |
| Christof Duffner | 23  | 42 | 40  | 10 | q  | 29  | q   | 33  | 35 | 22  | 34  | 46  | 27  | 14 | 46 | 14  | 16 | 40 | 11  | 13  | 9  |
| Dirk Else | –   | –  | –   | q  | q  | –   | –   | –   | –  | –   | –   | –   | –   | –  | –  | –   | –  | –  | –   | –   | –  |
| Christoph Grillhösl | –   | –  | –   | q  | q  | –   | –   | –   | –  | –   | –   | –   | –   | 27 | q  | –   | –  | –  | –   | –   | –  |
| Sven Hannawald | 2   | 43 | 4   | 5  | 5  | 10  | 13  | 4   | 6  | –   | 43  | 11  | 11  | 50 | 8  | 13  | 25 | –  | –   | –   | –  |
| Alexander Herr | 40  | q  | 50  | 8  | 27 | 36  | 23  | 36  | 29 | 20  | 21  | 28  | 34  | 36 | 28 | 38  | 27 | 43 | 42  | 25  | 22 |
| Ronny Hornschuh | –   | –  | –   | 49 | q  | –   | –   | –   | –  | –   | –   | –   | –   | –  | –  | –   | –  | –  | –   | –   | –  |
| Hansjörg Jäkle | 36  | 37 | 17  | 30 | q  | 20  | q   | 44  | 32 | 48  | 31  | 29  | q   | –  | –  | –   | –  | 21 | 22  | 42  | 24 |
| Frank Löffler | 41  | 13 | 9   | 25 | 29 | 49  | 26  | 14  | 19 | 24  | 18  | 23  | 28  | 19 | 34 | 19  | 14 | 36 | 32  | 28  | 19 |
| Michael Möllinger | –   | –  | –   | 44 | 37 | –   | –   | –   | –  | –   | –   | –   | –   | –  | –  | –   | –  | –  | –   | –   | –  |
| Michael Neumayer | –   | –  | –   | 39 | 36 | –   | –   | –   | –  | –   | –   | –   | –   | –  | –  | –   | –  | –  | 30  | q   | –  |
| Stefan Pieper | –   | –  | –   | 48 | q  | –   | –   | –   | –  | –   | –   | –   | –   | –  | –  | –   | –  | –  | –   | –   | –  |
| Frank Reichel | –   | –  | –   | 42 | 35 | –   | –   | –   | –  | 23  | –   | –   | –   | –  | –  | –   | –  | –  | –   | –   | –  |
| Jörg Ritzerfeld | –   | –  | –   | q  | 44 | –   | –   | –   | –  | –   | –   | –   | –   | –  | –  | –   | –  | –  | –   | –   | –  |
| Martin Schmitt | 1   | 5  | 1   | 1  | 8  | 8   | 4   | 2   | 3  | –   | 1   | 7   | 49  | 44 | 6  | 5   | 1  | 2  | 18  | 3   | 1  |
| Georg Späth | –   | –  | –   | q  | q  | –   | –   | –   | –  | 27  | –   | –   | –   | –  | –  | 24  | 13 | 23 | 25  | 24  | –  |
| Dennis Störl | –   | –  | –   | q  | 45 | –   | –   | –   | –  | –   | –   | –   | –   | 11 | 30 | –   | –  | –  | –   | –   | –  |
| Michael Uhrmann | q   | 3  | 25  | 28 | 25 | 31  | 33  | 24  | 17 | 12  | 19  | 25  | 42  | 20 | 25 | 32  | 23 | 26 | 24  | 21  | 30 |
| Norwegia |     |    |     |    |    |     |     |     |    |     |     |     |     |    |    |     |    |    |     |     |    |
| Morten Ågheim | 35  | q  | 52  | 29 | q  | 47  | 32  | –   | –  | –   | –   | –   | –   | –  | –  | –   | –  | 37 | 28  | 35  | –  |
| Anders Bardal | –   | –  | –   | –  | –  | –   | –   | –   | –  | –   | –   | –   | –   | 28 | 39 | 42  | 29 | 14 | 13  | dsq | 27 |
| Kristian Brenden | –   | –  | –   | –  | –  | –   | –   | 20  | 21 | –   | –   | –   | –   | –  | –  | 48  | q  | –  | q   | –   | –  |
| Lars Bystøl | –   | –  | –   | –  | –  | –   | –   | –   | –  | –   | –   | –   | –   | –  | –  | –   | –  | –  | –   | dsq | –  |
| Olav Magne Dønnem | 28  | 50 | 19  | 33 | 15 | q   | 48  | 11  | 14 | 34  | 22  | 14  | 21  | 17 | q  | 46  | q  | –  | q   | q   | 11 |
| Erling Enger | –   | –  | –   | –  | –  | –   | –   | –   | –  | –   | –   | –   | –   | –  | –  | –   | –  | –  | q   | 43  | –  |
| Ole Christen Enger | –   | –  | –   | –  | –  | –   | –   | –   | –  | –   | –   | –   | –   | –  | –  | –   | –  | –  | q   | q   | –  |
| Daniel Forfang | –   | –  | –   | –  | –  | –   | –   | –   | –  | –   | –   | –   | –   | –  | –  | –   | –  | –  | q   | q   | –  |
| Tommy Ingebrigtsen | 5   | 17 | 16  | 26 | 13 | 4   | 22  | 8   | 4  | 43  | 16  | 20  | 14  | 32 | 13 | 16  | 19 | 42 | 39  | 44  | 3  |
| Håvard Lie | –   | –  | –   | –  | –  | –   | 37  | 29  | 36 | –   | –   | –   | –   | q  | 41 | –   | –  | –  | 19  | q   | –  |
| Thomas Lobben | –   | –  | –   | –  | –  | –   | –   | –   | –  | –   | –   | –   | –   | –  | –  | –   | –  | –  | q   | –   | –  |
| John Anders Lund | –   | –  | –   | –  | –  | –   | –   | –   | –  | –   | –   | –   | –   | –  | –  | –   | –  | –  | –   | q   | –  |
| Roar Ljøkelsøy | 31  | 6  | 47  | 45 | 19 | 34  | 14  | 13  | 10 | 38  | 20  | 21  | 20  | 48 | 28 | q   | q  | –  | 47  | q   | –  |
| Lasse Ottesen | 39  | 25 | 22  | 40 | 47 | q1  | –   | 35  | 31 | 33  | 33  | 34  | 23  | –  | –  | –   | –  | 41 | 37  | 39  | –  |
| Sigurd Pettersen | –   | –  | –   | –  | –  | –   | –   | –   | –  | –   | –   | –   | –   | –  | –  | –   | –  | –  | q   | –   | –  |
| Bjørn Einar Romøren | –   | –  | –   | –  | –  | –   | –   | –   | –  | –   | –   | –   | –   | q  | q  | 35  | 31 | 44 | 33  | 31  | 36 |
| Tom Sandvold | –   | –  | –   | –  | –  | –   | –   | –   | –  | –   | –   | –   | –   | –  | –  | –   | –  | –  | q   | q   | –  |
| Arne Sneli | –   | –  | –   | –  | –  | –   | –   | –   | –  | –   | –   | –   | –   | –  | –  | –   | –  | –  | –   | 31  | –  |
| Morten Solem | 16  | 43 | 53  | 16 | q  | 23  | 39  | –   | –  | 25  | 29  | 41  | 39  | –  | –  | –   | –  | –  | 12  | 26  | –  |
| Henning Stensrud | 46  | q  | 61  | q  | 42 | 39  | 18  | 16  | 15 | 21  | 35  | 303 | 32  | –  | –  | dns | q1 | –  | 5   | 16  | 14 |
| Polska |     |    |     |    |    |     |     |     |    |     |     |     |     |    |    |     |    |    |     |     |    |
| Marcin Bachleda | –   | –  | –   | –  | –  | –   | –   | –   | –  | –   | –   | –   | –   | q  | 48 | q   | q1 | –  | –   | –   | –  |
| Łukasz Kruczek | –   | –  | –   | –  | –  | –   | –   | 28  | 33 | –   | –   | –   | –   | –  | –  | –   | –  | –  | –   | –   | 41 |
| Adam Małysz | q2  | 26 | 11  | 4  | 3  | 1   | 1   | 1   | 1  | 1   | 8   | 1   | 1   | 2  | 1  | 4   | 2  | 1  | 1   | 1   | 4  |
| Robert Mateja | q   | 46 | 75  | q  | 32 | 27  | q   | 9   | 9  | 30  | 42  | 17  | 5   | 40 | q  | 36  | 47 | 38 | 44  | q   | 20 |
| Tomasz Pochwała | –   | –  | –   | –  | –  | –   | 46  | –   | –  | –   | –   | –   | –   | –  | –  | –   | –  | 56 | q   | q   | –  |
| Wojciech Skupień | 26  | 20 | 44  | 18 | 14 | 17  | 27  | 22  | 27 | 53  | 32  | q   | q   | 23 | 33 | 41  | 50 | 49 | q   | q   | 28 |
| Grzegorz Śliwka | q   | q  | 65  | q  | 48 | q1  | –   | –   | –  | –   | –   | –   | –   | q  | 50 | –   | –  | –  | –   | –   | –  |
| Tomisław Tajner | –   | –  | –   | –  | –  | –   | –   | –   | –  | –   | –   | –   | –   | –  | –  | 49  | q  | 45 | q   | dsq | q  |
| Rosja |     |    |     |    |    |     |     |     |    |     |     |     |     |    |    |     |    |    |     |     |    |
| Aleksandr Biełow | –   | –  | –   | q  | 40 | q   | q   | –   | –  | 56  | 50  | q   | q2  | –  | –  | –   | –  | –  | q   | q   | –  |
| Ildar Fatkullin | –   | 30 | 64  | q  | q  | 25  | 43  | –   | –  | 39  | 47  | q   | 303 | –  | –  | –   | –  | –  | 36  | 30  | –  |
| Anton Kaliniczenko | –   | q  | 63  | –  | –  | –   | –   | –   | –  | 28  | 46  | 48  | q   | –  | –  | –   | –  | –  | q1  | –   | –  |
| Walerij Kobielew | 22  | 39 | 76  | q  | q  | q   | q   | –   | –  | –   | –   | –   | –   | –  | –  | –   | –  | –  | –   | –   | –  |
| Dmitrij Wasiljew | 44  | 21 | 8   | 24 | 2  | dsq | dsq | –   | –  | dsq | dsq | dsq | dsq | –  | –  | –   | –  | –  | –   | –   | –  |
| Słowacja |     |    |     |    |    |     |     |     |    |     |     |     |     |    |    |     |    |    |     |     |    |
| Miroslav Formánek | –   | –  | –   | –  | –  | –   | –   | –   | –  | –   | –   | –   | –   | –  | –  | q   | q  | –  | –   | –   | –  |
| Martin Mesík | –   | –  | –   | q  | 49 | q   | q1  | 47  | 42 | –   | –   | –   | –   | 39 | q  | q   | q  | –  | –   | –   | –  |
| Matej Uram | –   | –  | –   | –  | –  | –   | –   | 42  | 47 | –   | –   | –   | –   | –  | –  | q   | 41 | –  | –   | –   | 35 |
| Słowenia |     |    |     |    |    |     |     |     |    |     |     |     |     |    |    |     |    |    |     |     |    |
| Blaž Bilban | –   | –  | –   | –  | –  | –   | –   | –   | –  | –   | –   | –   | –   | –  | –  | –   | –  | –  | –   | –   | q  |
| Gašper Cvetko | –   | –  | –   | –  | –  | –   | –   | –   | –  | –   | –   | –   | –   | –  | –  | –   | –  | –  | –   | –   | q  |
| Damjan Fras | 37  | 16 | 26  | 40 | q  | 5   | q   | –   | –  | 31  | 303 | 39  | 48  | 38 | 44 | –   | –  | 35 | 38  | q   | q  |
| Robert Kranjec | –   | –  | –   | q  | q  | q1  | –   | –   | –  | –   | –   | –   | –   | –  | –  | –   | –  | 53 | q   | 45  | –  |
| Grega Lang | –   | 34 | 38  | –  | –  | –   | –   | –   | –  | –   | –   | –   | –   | –  | –  | –   | –  | –  | –   | –   | q  |
| Igor Medved | –   | –  | –   | –  | –  | –   | 37  | –   | –  | 16  | –   | –   | –   | 25 | 20 | 33  | 20 | 7  | 3   | q   | 6  |
| Robert Meglič | –   | –  | –   | –  | –  | –   | –   | –   | –  | –   | –   | –   | –   | –  | –  | –   | –  | –  | –   | –   | q  |
| Bine Norčič | q   | –  | –   | –  | –  | –   | –   | –   | –  | –   | –   | –   | –   | –  | –  | –   | –  | –  | –   | –   | –  |
| Primož Peterka | –   | –  | –   | –  | –  | –   | –   | –   | –  | –   | –   | –   | –   | –  | –  | 45  | 38 | –  | –   | –   | 32 |
| Grega Podrzaj | –   | –  | –   | –  | –  | –   | –   | –   | –  | –   | –   | –   | –   | –  | –  | –   | –  | –  | –   | –   | q  |
| Jure Radelj | 7   | 6  | 12  | 22 | 34 | 13  | 25  | 21  | 22 | 14  | 7   | 15  | 15  | 45 | 17 | 23  | 37 | 28 | 41  | 29  | 48 |
| Primož Urh-Zupan | dsq | 31 | 36  | 17 | 43 | q   | q   | –   | –  | –   | –   | –   | –   | –  | –  | 44  | 45 | 29 | q   | q   | 39 |
| Uroš Vrhovec | –   | –  | –   | –  | –  | –   | –   | –   | –  | –   | –   | –   | –   | –  | –  | –   | –  | –  | –   | –   | q  |
| Milan Živič | –   | –  | –   | –  | –  | –   | –   | –   | –  | –   | –   | –   | –   | –  | –  | –   | –  | –  | –   | –   | q  |
| Peter Žonta | q   | q  | 60  | 12 | q  | 21  | 20  | –   | –  | 10  | 36  | 37  | 303 | q2 | q  | 39  | q  | 16 | 20  | 40  | 49 |
| Stany Zjednoczone |     |    |     |    |    |     |     |     |    |     |     |     |     |    |    |     |    |    |     |     |    |
| Alan Alborn | –   | q  | 31  | q  | q2 | –   | –   | –   | –  | 50  | –   | –   | –   | 31 | 38 | 21  | 11 | –  | 35  | 34  | 23 |
| Brendan Doran | –   | –  | –   | –  | –  | –   | –   | –   | –  | 54  | –   | –   | –   | –  | –  | –   | –  | –  | –   | q1  | –  |
| Clint Jones | –   | –  | –   | q  | q  | –   | q   | –   | –  | 46  | –   | –   | –   | –  | –  | –   | –  | –  | –   | q1  | –  |
| Thomas Schwall | –   | –  | –   | –  | –  | –   | –   | –   | –  | 55  | –   | –   | –   | –  | –  | –   | –  | –  | –   | –   | –  |
| Hartman Rector | –   | –  | –   | –  | –  | –   | –   | –   | –  | 57  | –   | –   | –   | –  | –  | –   | –  | –  | –   | –   | –  |
| Szwajcaria |     |    |     |    |    |     |     |     |    |     |     |     |     |    |    |     |    |    |     |     |    |
| Simon Ammann | q   | q  | 41  | –  | –  | –   | –   | –   | –  | –   | –   | –   | –   | q  | –  | –   | –  | –  | –   | –   | –  |
| Sylvain Freiholz | q   | q  | 51  | q  | 22 | q   | 24  | –   | –  | 44  | –   | –   | –   | 41 | 21 | 34  | 40 | 10 | 10  | 20  | 40 |
| Andreas Küttel | q2  | q  | 28  | 36 | 18 | 7   | 36  | –   | –  | 37  | 40  | 38  | 44  | 33 | 29 | q   | 33 | 50 | q   | 22  | 33 |
| Marco Steinauer | –   | –  | –   | 47 | q  | 43  | 21  | –   | –  | 32  | –   | –   | –   | 26 | 40 | 22  | 42 | 27 | 21  | 35  | 21 |
| Marc Vogel | –   | –  | –   | –  | –  | –   | q   | –   | –  | –   | –   | –   | –   | –  | q  | –   | –  | –  | –   | –   | –  |
| Szwecja |     |    |     |    |    |     |     |     |    |     |     |     |     |    |    |     |    |    |     |     |    |
| Jens Brännlund | –   | –  | –   | –  | –  | –   | –   | –   | –  | –   | –   | –   | –   | q  | q  | q   | q  | 34 | –   | –   | –  |
| Rickard Fröier | –   | –  | dns | –  | –  | –   | –   | –   | –  | –   | –   | –   | –   | q  | q  | –   | –  | 51 | –   | –   | –  |
| Kristoffer Jåfs | 45  | 18 | 14  | q  | q  | 46  | 45  | –   | –  | 17  | 26  | q   | 36  | 47 | 43 | 47  | 35 | 24 | 4   | q   | 47 |
| Johan Munters | 18  | 33 | dns | 37 | q  | q   | q   | –   | –  | 51  | 38  | 49  | q   | q  | q  | –   | –  | 25 | q   | 38  | –  |
| Emil Westberg | –   | –  | –   | –  | –  | –   | –   | –   | –  | –   | –   | –   | –   | –  | –  | –   | –  | 47 | –   | –   | –  |
| Ukraina |     |    |     |    |    |     |     |     |    |     |     |     |     |    |    |     |    |    |     |     |    |
| Wołodymyr Hływka | –   | –  | –   | –  | –  | –   | –   | –   | –  | 42  | –   | –   | –   | –  | –  | –   | –  | –  | –   | –   | –  |
| Włochy |     |    |     |    |    |     |     |     |    |     |     |     |     |    |    |     |    |    |     |     |    |
| Roberto Cecon | 8   | 19 | 73  | 43 | q  | 45  | q1  | 15  | 12 | –   | 23  | 22  | 26  | 16 | 19 | 27  | 43 | 18 | 26  | 41  | 25 |
| Legenda |     |    |     |    |    |     |     |     |    |     |     |     |     |    |    |     |    |    |     |     |    |
| 1-3 4-30 poniżej 30 q – Zawodnik nie zakwalifikował się dns – Zawodnik nie wystartował w konkursie dsq – Zawodnik zdyskwalifikowany w konkursie - – Zawodnik niezgłoszony do konkursu |     |    |     |    |    |     |     |     |    |     |     |     |     |    |    |     |    |    |     |     |    |
| 1 Zawodnik zgłoszony nie wystartował w kwalifikacjach 2 Dyskwalifikacja w kwalifikacjach 3 Zawodnik nie wystąpił w drugiej serii 4 Dyskwalifikacja w drugiej serii                    |     |    |     |    |    |     |     |     |    |     |     |     |     |    |    |     |    |    |     |     |    |

## Klasyfikacja generalna Pucharu Świata
| lp. | zawodnik                 | kraj              | punkty |
| --- | ------------------------ | ----------------- | ------ |
| 1.  | Adam Małysz              | Polska            | 1531   |
| 2.  | Martin Schmitt           | Niemcy            | 1173   |
| 3.  | Risto Jussilainen        | Finlandia         | 938    |
| 4.  | Noriaki Kasai            | Japonia           | 728    |
| 5.  | Janne Ahonen             | Finlandia         | 686    |
| 6.  | Matti Hautamäki          | Finlandia         | 648    |
| 7.  | Wolfgang Loitzl          | Austria           | 614    |
| 8.  | Stefan Horngacher        | Austria           | 566    |
| 9.  | Sven Hannawald           | Niemcy            | 462    |
| 10. | Jani Soininen            | Finlandia         | 394    |
| 11. | Tommy Ingebrigtsen       | Norwegia          | 391    |
| 12. | Andreas Widhölzl         | Austria           | 388    |
| 13. | Martin Höllwarth         | Austria           | 374    |
| 14. | Andreas Goldberger       | Austria           | 373    |
| 15. | Jussi Hautamäki          | Finlandia         | 328    |
| 16. | Hideharu Miyahira        | Japonia           | 302    |
| 17. | Ville Kantee             | Finlandia         | 283    |
| 18. | Veli-Matti Lindström     | Finlandia         | 277    |
| 19. | Jure Radelj              | Słowenia          | 265    |
| 20. | Kazuya Yoshioka          | Japonia           | 237    |
| 21. | Toni Nieminen            | Finlandia         | 230    |
| 22. | Michael Uhrmann          | Niemcy            | 184    |
| 23. | Frank Löffler            | Niemcy            | 180    |
| 24. | Igor Medved              | Słowenia          | 179    |
| 25. | Christof Duffner         | Niemcy            | 173    |
| 26. | Masahiko Harada          | Japonia           | 167    |
| 27. | Roberto Cecon            | Włochy            | 159    |
| 28. | Roar Ljøkelsøy           | Norwegia          | 151    |
| 29. | Olav Magne Dønnem        | Norwegia          | 148    |
| 30. | Kazuyoshi Funaki         | Japonia           | 144    |
| 31. | Robert Mateja            | Polska            | 133    |
| 31. | Henning Stensrud         | Norwegia          | 133    |
| 33. | Dmitrij Wasiljew         | Rosja             | 129    |
| 34. | Reinhard Schwarzenberger | Austria           | 120    |
| 35. | Jakub Janda              | Czechy            | 113    |
| 36. | Martin Koch              | Austria           | 109    |
| 37. | Kristoffer Jåfs          | Szwecja           | 107    |
| 38. | Tami Kiuru               | Finlandia         | 99     |
| 39. | Peter Žonta              | Słowenia          | 96     |
| 40. | Alexander Herr           | Niemcy            | 94     |
| 41. | Kazuhiro Nakamura        | Japonia           | 91     |
| 42. | Sylvain Freiholz         | Szwajcaria        | 89     |
| 42. | Wojciech Skupień         | Polska            | 89     |
| 44. | Stefan Kaiser            | Austria           | 76     |
| 45. | Morten Solem             | Norwegia          | 73     |
| 46. | Nicolas Dessum           | Francja           | 68     |
| 47. | Damjan Fras              | Słowenia          | 66     |
| 48. | Andreas Küttel           | Szwajcaria        | 63     |
| 49. | Takanobu Okabe           | Japonia           | 57     |
| 50. | Hansjörg Jäkle           | Niemcy            | 54     |
| 51. | Georg Späth              | Niemcy            | 52     |
| 52. | Marco Steinauer          | Szwajcaria        | 48     |
| 53. | Anders Bardal            | Norwegia          | 47     |
| 54. | Manuel Fettner           | Austria           | 45     |
| 55. | Alan Alborn              | Stany Zjednoczone | 42     |
| 56. | Yūta Watase              | Japonia           | 35     |
| 57. | Roland Audenrieth        | Niemcy            | 31     |
| 58. | Jakub Hlava              | Czechy            | 26     |
| 59. | Dennis Störl             | Niemcy            | 25     |
| 60. | Lasse Ottesen            | Norwegia          | 23     |
| 61. | Kristian Brenden         | Norwegia          | 21     |
| 62. | Jaroslav Sakala          | Czechy            | 19     |
| 62. | Johan Munters            | Szwecja           | 19     |
| 64. | Lassi Huuskonen          | Finlandia         | 16     |
| 64. | Primož Urh-Zupan         | Słowenia          | 16     |
| 66. | Håvard Lie               | Norwegia          | 14     |
| 67. | Sōta Okamura             | Japonia           | 12     |
| 68. | Yukitaka Fukita          | Japonia           | 10     |
| 68. | Lauri Hakola             | Finlandia         | 10     |
| 70. | Walerij Kobielew         | Rosja             | 9      |
| 70. | Ildar Fatkullin          | Rosja             | 9      |
| 72. | Frank Reichel            | Niemcy            | 8      |
| 73. | Bernhard Metzler         | Austria           | 5      |
| 73. | Morten Ågheim            | Norwegia          | 5      |
| 75. | Christoph Grillhösl      | Niemcy            | 4      |
| 76. | Łukasz Kruczek           | Polska            | 3      |
| 76. | Choi Heung-chul          | Korea Południowa  | 3      |
| 76. | Anton Kaliniczenko       | Rosja             | 3      |
| 79. | Pekka Salminen           | Finlandia         | 2      |
| 79. | Andreas Baumgartner      | Austria           | 2      |
| 81. | Michal Doležal           | Czechy            | 1      |
| 81. | Michael Neumayer         | Niemcy            | 1      |

## Klasyfikacja generalna Pucharu Narodów
W sezonie 2000/2001 FIS zarządziła eksperyment w Pucharze Narodów. Do klasyfikacji zliczano punkty, zdobyte przez reprezentacje, tylko w konkursach drużynowych. Punkty zliczano również z dwóch konkursów drużynowych o mistrzostwo świata. Jednak już w następnym sezonie, zrezygnowano z systemu i przywrócono dodawanie punktów z konkursów drużynowych oraz indywidualnych.
| Miejsce | Kraj      | Ilość punktów |
| 1       | Finlandia | 680           |
| 2       | Austria   | 600           |
| 3       | Japonia   | 530           |
| 4       | Norwegia  | 460           |
| 5       | Niemcy    | 370           |
| 6       | Polska    | 260           |
| 7       | Słowenia  | 100           |

## Nieoficjalna Klasyfikacja generalna Pucharu Narodów
Stan po zakończeniu sezonu 2000/2001
| Miejsce | Państwo           | Ind. | Druż. | Razem |
| ------- | ----------------- | ---- | ----- | ----- |
| 1.      | Finlandia         | 3911 | 680   | 4591  |
| 2.      | Austria           | 2672 | 600   | 3272  |
| 3.      | Niemcy            | 2441 | 370   | 2811  |
| 4.      | Japonia           | 1783 | 530   | 2313  |
| 5.      | Polska            | 1756 | 260   | 2016  |
| 6.      | Norwegia          | 1006 | 460   | 1466  |
| 7.      | Słowenia          | 622  | 100   | 722   |
| 8.      | Szwajcaria        | 200  | -     | 200   |
| 9.      | Czechy            | 159  | -     | 159   |
| 9.      | Włochy            | 159  | -     | 159   |
| 11.     | Rosja             | 150  | -     | 150   |
| 12.     | Szwecja           | 126  | -     | 126   |
| 13.     | Francja           | 68   | -     | 68    |
| 14.     | Stany Zjednoczone | 42   | -     | 42    |
| 15.     | Korea Południowa  | 3    | -     | 3     |

## Zwycięzcy kwalifikacji do zawodów
Przed każdymi zawodami Pucharu Świata rozgrywane są kwalifikacje, których 50 najlepszych uczestników bierze udział w konkursie głównym. Zawodnicy znajdujący się w czołowej „15” klasyfikacji generalnej Pucharu Świata mają zapewniony udział w następnym pucharowym konkursie.
| Nr  | Data kwalifikacji | Data konkursu     | Miejsce                | Zwycięzca kwalifikacji | Najlepszy z kwalifikujących się | Najlepszy z prekwalifikowanych | Źródło                |
| --- | ----------------- | ----------------- | ---------------------- | ---------------------- | ------------------------------- | ------------------------------ | --------------------- |
| 1.  | 23 listopada 2000 | 24 listopada 2000 | Kuopio                 | Jani Soininen          | Veli-Matti Lindström            | Jani Soininen                  | [ 7 ]                 |
| 2.  | 2 grudnia 2000    | 2 grudnia 2000    | Kuopio                 | Martin Schmitt         | Noriaki Kasai                   | Martin Schmitt                 | [ 9 ]                 |
| 3.  | 3 grudnia 2000    | 3 grudnia 2000    | Kuopio                 | kwalifikacje odwołane  | kwalifikacje odwołane           | kwalifikacje odwołane          | kwalifikacje odwołane |
| 4.  | 28 grudnia 2000   | 29 grudnia 2000   | Oberstdorf             | Adam Małysz            | Adam Małysz                     | Martin Schmitt                 | [ 10 ]                |
| 5.  | 31 grudnia 2000   | 1 stycznia 2001   | Garmisch-Partenkirchen | Adam Małysz            | Dmitrij Czwykow                 | Adam Małysz                    | [ 11 ]                |
| 6.  | 3 stycznia 2001   | 4 stycznia 2001   | Innsbruck              | Adam Małysz            | Jani Soininen                   | Adam Małysz                    | [ 12 ]                |
| 7.  | 5 stycznia 2001   | 6 stycznia 2001   | Bischofshofen          | Adam Małysz            | Jani Soininen                   | Adam Małysz                    | [ 13 ]                |
| 8.  | 12 stycznia 2001  | 13 stycznia 2001  | Harrachov              | kwalifikacje odwołane  | kwalifikacje odwołane           | kwalifikacje odwołane          | kwalifikacje odwołane |
| 9.  | 14 stycznia 2001  | 14 stycznia 2001  | Harrachov              | kwalifikacje odwołane  | kwalifikacje odwołane           | kwalifikacje odwołane          | kwalifikacje odwołane |
| 10. | 20 stycznia 2001  | 20 stycznia 2001  | Park City              | kwalifikacje odwołane  | kwalifikacje odwołane           | kwalifikacje odwołane          | kwalifikacje odwołane |
| 11. | 23 stycznia 2001  | 24 stycznia 2001  | Hakuba                 | kwalifikacje odwołane  | kwalifikacje odwołane           | kwalifikacje odwołane          | kwalifikacje odwołane |
| 12. | 27 stycznia 2001  | 27 stycznia 2001  | Sapporo                | Risto Jussilainen      | Roar Ljøkelsøy                  | Risto Jussilainen              | [ 15 ]                |
| 13. | 28 stycznia 2001  | 28 stycznia 2001  | Sapporo                | Adam Małysz            | Robert Mateja                   | Adam Małysz                    | [ 16 ]                |
| 14. | 3 lutego 2001     | 3 lutego 2001     | Willingen              | Adam Małysz            | Kazuya Yoshioka                 | Adam Małysz                    | [ 17 ]                |
| 15. | 4 lutego 2001     | 4 lutego 2001     | Willingen              | Adam Małysz            | Reinhard Schwarzenberger        | Adam Małysz                    | [ 18 ]                |
| 16. | 2 marca 2001      | 3 marca 2001      | Oberstdorf             | Veli-Matti Lindström   | Veli-Matti Lindström            | Janne Ahonen                   | [ 19 ]                |
| 17. | 4 marca 2001      | 4 marca 2001      | Oberstdorf             | Wolfgang Loitzl        | Veli-Matti Lindström            | Wolfgang Loitzl                | [ 20 ]                |
| 18. | 6 marca 2001      | 7 marca 2001      | Falun                  | kwalifikacje odwołane  | kwalifikacje odwołane           | kwalifikacje odwołane          | kwalifikacje odwołane |
| 19. | 8 marca 2001      | 9 marca 2001      | Trondheim              | Martin Schmitt         | Hideharu Miyahira               | Martin Schmitt                 | [ 21 ]                |
| 20. | 11 marca 2001     | 11 marca 2001     | Oslo                   | Martin Schmitt         | Jakub Janda                     | Martin Schmitt                 | [ 23 ]                |
| 21. | 18 marca 2001     | 18 marca 2001     | Planica                | Tami Kiuru             | Tami Kiuru                      | Tommy Ingebrigtsen             | [ 24 ]                |

## Liderzy klasyfikacji generalnej Pucharu Świata
Pozycja lidera Pucharu Świata należy do zawodnika, który w dotychczas rozegranych zawodach zgromadził najwięcej punktów do klasyfikacji generalnej cyklu. W przypadku równej liczby punktów, liderem Pucharu Świata jest ten zawodnik, który ma na swoim koncie więcej wygranych konkursów. W konkursie inaugurującym nowy sezon, rolę lidera przyjmuje zawodnik, który zwyciężył w poprzedniej edycji.
| Nr | Zawodnik        | Data objęcia pozycji lidera | Miasto                | Data utraty pozycji lidera | Miasto                | Liczba konkursów |
| -- | --------------- | --------------------------- | --------------------- | -------------------------- | --------------------- | ---------------- |
| 1. | Martin Schmitt  | Triumfator PŚ 1999/00       | Triumfator PŚ 1999/00 | 2 grudnia 2000             | Kuopio                | 2                |
| 2. | Matti Hautamäki | 2 grudnia 2000              | Kuopio                | 3 grudnia 2000             | Kuopio                | 1                |
| 3. | Martin Schmitt  | 3 grudnia 2000              | Kuopio                | 20 stycznia 2001           | Park City             | 7                |
| 4. | Adam Małysz     | 20 stycznia 2001            | Park City             | 24 stycznia 2001           | Hakuba                | 1                |
| 5. | Martin Schmitt  | 24 stycznia 2001            | Hakuba                | 27 stycznia 2001           | Sapporo               | 1                |
| 6. | Adam Małysz     | 27 stycznia 2001            | Sapporo               | Triumfator PŚ 2000/01      | Triumfator PŚ 2000/01 | 9                |